# Este corazón
"Este Corazón" é uma canção do grupo pop mexicano RBD, gravada para o seu segundo álbum de estúdio, Nuestro Amor (2005). A faixa foi escrita e produzida por Armando Ávila e foi lançada como terceiro e o último single do álbum em 10 de março de 2006 pela EMI Music.
A canção foi utilizada como tema de abertura da terceira temporada da telenovela Rebelde (2004–06) e foi lançada pelo grupo uma versão em português intitulada "Esse Coração", presente no álbum Nosso Amor Rebelde (2006).

## Video musical
A canção não obteve um vídeo musical, apenas imagens de um show realizado pelo grupo foi utilizado como abertura da terceira temporada da novela Rebelde.

## Outras versões
- Em abril de 2022, o grupo rock mexicano Moderatto em parceria com a cantora chilena Denise Rosenthal, lançou uma versão de "Este Corazón", presente no álbum tributo Rockea Bien Duro (2022) e lançada como quarto single do álbum.[4][5][6][7]

## Charts
| Chart (2006)                 | Melhor desempenho |
| ---------------------------- | ----------------- |
| US Billboard Latin Songs     | 10                |
| US Billboard Latin Pop Songs | 3                 |

## Prêmios e indicações
| Ano  | Premiação        | Categoria          | Resultado | Ref.  |
| ---- | ---------------- | ------------------ | --------- | ----- |
| 2006 | Premios Juventud | Canción Cortavenas | Venceu    | [ 9 ] |